# Tonikaku Kawaii
Tonikaku Kawaii (トニカクカワイイ; lançado como TONIKAWA: Over The Moon For You no Ocidente) é um mangá japonês escrito e ilustrado por Kenjiro Hata. É serializado na revista Weekly Shōnen Sunday da editora Shogakukan desde fevereiro de 2018. A história gira em torno do gênio adolescente Nasa Yuzaki e seu relacionamento em desenvolvimento com sua nova esposa, Tsukasa, que o salva em um acidente de carro no início da história.
Uma adaptação de série de anime para televisão pelo estúdio Seven Arcs estreou em outubro de 2020 na Tokyo MX e em outros canais.

## Enredo
Nasa Yuzaki, um menino com um nome peculiar, é atropelado por um caminhão no dia de seu vestibular.Cap. 1 Ele encontra uma linda garota que o salva e ele passa a segui-la, confessando seu amor por ela em um ponto de ônibus. A garota, Tsukasa Tsukuyomi, concorda em se tornar sua namorada, mas apenas se eles se casarem primeiro. Quando Nasa, que antes havia decidido não ir ao colégio para procurar Tsukasa, completa 18 anos, ainda pensa na promessa que fez naquele dia. De repente, Tsukasa aparece em sua porta com um formulário de casamento, iniciando seu relacionamento e seu casamento.Cap. 2 Embora a irmã mais nova adotiva e pegajosa de Tsukasa se recuse a aceitar o relacionamento, ela traz Nasa para sua família.Cap. 12~14, 26
Ao longo dos capítulos do mangá, uma personagem coadjuvante chamado Aya Arisagawa, que tem uma queda por Nasa, acredita que Nasa e Tsukasa são simplesmente membros da família, não casados.Cap. 10  Quando ela descobre que sim, é um choque para ela, embora eventualmente chegue a um acordo e apoie o relacionamento com Nasa. À medida que o relacionamento entre Nasa e Tsukasa se desenvolve, eles começam a se tornar mais íntimos. O casal começa a dar as mãos, se abraçar e se beijar.Cap. 4~14

## Personagens
Nasa Yuzaki (由崎 星空,, Yuzaki Nasa)
Voz de:  Junya Enoki, Umeka Shōji (criança) (Japonês),  Pedro Alcântara (Português)
O protagonista principal. Seu nome é uma homenagem à agência espacial americana NASA, e outras pessoas zombam dele por ser um nome estranho e incomum. Um gênio comum, ele tem um encontro com o destino quando foi pego em um terrível acidente, mas foi salvo por Tsukasa. Declarando seu amor por ela, Tsukasa concorda com a condição de que se case com ela, ao que a Nasa respondeu imediatamente com um inabalável "sim". Dois anos depois, a Nasa se reúne com Tsukasa carregando um formulário de casamento para o qual eles entregam à agência, legalizando seu relacionamento.Cap. 1,2
Tsukasa Tsukuyomi (月読 司,, Tsukuyomi Tsukasa)
Voz de:  Akari Kitō (Japonês),  Isabella Simi (Português)
A heroína principal. Depois de salvar a Nasa, ela concorda com sua confissão apenas se ele se casar com ela. Desaparecendo por três anos, ela volta para o lado da Nasa com a papelada necessária para legalizar seu relacionamento. Durante os primeiros capítulos, ela faz questão da mudança de nome legal que sofreu ao se tornar esposa de Nasa, inicialmente provocando-o com o fato de ela agora se chamar Tsukasa Yuzaki.Cap. 1,2 Ao longo da história, camadas e mais camadas de mistério são colocadas sobre ela e houve muitas comparações de suas semelhanças com a Princesa Kaguya.
Kaname Arisugawa (有栖川 要,, Arisugawa Kaname)
Voz de:  Yū Serizawa (Japonês),  Jéssica Marina (Português)
Amiga de Nasa e a principal zeladora do balneário público de Arisagawa, ela é a defensora mais explícita do relacionamento de Nasa, a ponto de educar Nasa e Tsukasa nas formas de promover seu relacionamento, bem como na tentativa de criar situações à força com o mesmo objetivo do avanço do relacionamento.Cap. 9~11
Aya Arisugawa (有栖川 綾,, Arisugawa Aya)
Voz de:  Sumire Uesaka (Japonês),  Jeane Marie (Português)
Colega de classe de Nasa e uma cabeça de vento completa, ela tem sentimentos explícitos por Nasa.Cap. 10  No entanto, ela entende as circunstâncias, apoiando totalmente seu relacionamento com Tsukasa.Cap. 32,33
Chitose Kaginoji (鍵ノ寺 千歳,, Kaginoji Chitose)
Voz de:  Konomi Kohara (Japonês),  Vitória Crispim (Português)
Parente de Tsukasa, a quem ela considera sua irmã. Ela desaprova com ciúme o casamento e ordena que suas empregadas Aurora e Charlotte desacreditem de Nasa.Cap. 12~14  Até saber do casamento, ela considerou Nasa muito mais gentil.Cap. 26  Sua relação real com Tsukasa ainda não está clara, embora ambas compartilhem uma tia-avó, Tokiko.
Naoko Yanagi (柳 直子,, Yanagi Naoko)
Voz de: Kanae Itō (Japonês),  Luísa Viotti (Português)
Uma professora dos tempos de escola secundária de Nasa. Embora longe de romances,Cap. 1 ela decide se casar com seu colega, o Sr. Taniguchi.

## Mídia

### Mangá

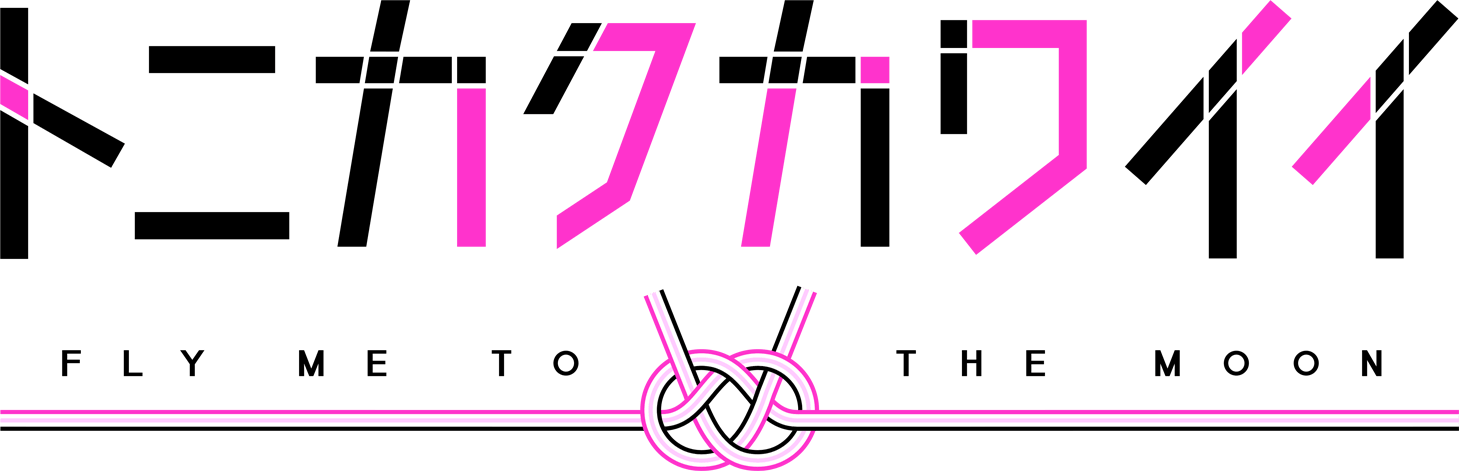
Logotipo japonês da série.

Tonikaku Kawaii foi escrito e ilustrado por Kenjiro Hata. O mangá começou sua serialização na 12ª edição de 2018 na revista Weekly Shōnen Sunday da editora Shogakukan, com uma estreia de dois capítulos em 14 de fevereiro de 2018. Shogakukan compilou seus capítulos em volumes individuais de tankōbon, com o primeiro publicado em 18 de maio de 2018. Com o lançamento de seu segundo volume em 17 de agosto de 2018, um teaser foi lançado para Tonikaku Kawaii apresentando o grupo musical japonês Earphones. Até 18 de junho de 2025, trinta e dois volumes de tankōbon foram publicados.

#### Lista de volumes
| N.º | Data de lançamento      | ISBN              |
| --- | ----------------------- | ----------------- |
| 1   | 18 de maio de 2018      | 978-4-09-128263-7 |
| 2   | 17 de agosto de 2018    | 978-4-09-128384-9 |
| 3   | 16 de outubro de 2018   | 978-4-09-128557-7 |
| 4   | 18 de janeiro de 2019   | 978-4-09-128778-6 |
| 5   | 18 de março de 2019     | 978-4-09-129087-8 |
| 6   | 18 de junho de 2019     | 978-4-09-129164-6 |
| 7   | 16 de agosto de 2019    | 978-4-09-129315-2 |
| 8   | 18 de outubro de 2019   | 978-4-09-129433-3 |
| 9   | 17 de janeiro de 2020   | 978-4-09-129544-6 |
| 10  | 18 de março de 2020     | 978-4-09-129565-1 |
| 11  | 18 de maio de 2020      | 978-4-09-850070-3 |
| 12  | 18 de agosto de 2020    | 978-4-09-850171-7 |
| 13  | 16 de outubro de 2020   | 978-4-09-850269-1 |
| 14  | 18 de dezembro de 2020  | 978-4-09-850284-4 |
| 15  | 16 de abril de 2021     | 978-4-09-850396-4 |
| 16  | 17 de junho de 2021     | 978-4-09-850591-3 |
| 17  | 18 de agosto de 2021    | 978-4-09-850641-5 |
| 18  | 18 de novembro de 2021  | 978-4-09-850734-4 |
| 19  | 18 de fevereiro de 2022 | 978-4-09-850871-6 |
| 20  | 17 de junho de 2022     | 978-4-09-851156-3 |
| 21  | 15 de setembro de 2022  | 978-4-09-851263-8 |
| 22  | 16 de dezembro de 2022  | 978-4-09-851478-6 |
| 23  | 16 de março de 2023     | 978-4-09-851770-1 |
| 24  | 16 de junho de 2023     | 978-4-09-852122-7 |
| 25  | 15 de setembro de 2023  | 978-4-09-852841-7 |
| 26  | 18 de dezembro de 2023  | 978-4-09-853048-9 |
| 27  | 18 de março de 2024     | 978-4-09-853176-9 |
| 28  | 18 de junho de 2024     | 978-4-09-853376-3 |
| 29  | 18 de setembro de 2024  | 978-4-09-853572-9 |
| 30  | 18 de dezembro de 2024  | 978-4-09-853804-1 |
| 31  | 18 de março de 2025     | 978-4-09-854020-4 |
| 32  | 18 de junho de 2025     | 978-4-09-854020-4 |
| 33  | 18 de setembro de 2025  | 978-4-09-854239-0 |

### Anime
Uma adaptação de série de anime para televisão foi anunciada em 4 de março de 2020. A série é animada pelo estúdio Seven Arcs e dirigida por Hiroshi Ikehata, com Kazuho Hyodo escrevendo os roteiros, Masakatsu Sasaki criando os personagens e Endō compondo a música. Ele estreou em 3 de outubro de 2020 em Tokyo MX, ytv e BS-NTV. Akari Kitō apresentou o tema de abertura "Koi no Uta (feat. Tsukasa Yuzaki)" (恋 の う た （feat. 由 崎 司）, "Love Song (feat. Tsukasa Yuzaki)"), enquanto KanoeRana executou o tema de encerramento "Tsuki to Hoshizora" (月 と 星空, "Moon and Starry Sky"). A série terá 12 episódios. A Crunchyroll está transmitindo a série em territórios seletivos como parte de seu selo Crunchyroll Originals. No sudeste da Ásia, a Media Plus Networks Asia licenciou a série e está exibindo a série na Aniplus Asia.

#### Lista de episódios
| # | Título                             | Diretor           | Roteirista   | Exibição original      | Exibição em português  |
| --- | ---------------------------------- | ----------------- | ------------ | ---------------------- | ---------------------- |
| 1 | "Casamento" "Kekkon" (結婚)"       | Akira Mano        | Kazuho Hyodo | 3 de outubro de 2020   | 20 de novembro de 2020 |
| Nasa quer se livrar dos significados de seu nome, mas isso acaba destacando algo peculiar em sua personalidade: sua obstinação. Um encontro, porém, traz uma mudança inesperada ao futuro que ele imaginava para si.                                                                      |                                    |                   |              |                        |                        |
| 2 | "A Primeira Noite" "Shoya" (初夜)" | Toshikatsu Tokoro | Kazuho Hyodo | 10 de outubro de 2020  | 27 de novembro de 2020 |
| Apesar de Nasa não conseguir acreditar na situação, ele e Tsukasa realmente se casaram. Mesmo assim, a falta de convivência impede o casal de se sentir à vontade na primeira noite.. |                                    |                   |              |                        |                        |
| 3 | "Irmãs" "Shimai" (姉妹)"           | Yasuhiko Seyama   | Kazuho Hyodo | 17 de outubro de 2020  | 4 de dezembro de 2020  |
| Com o problema de não ter um local próprio para tomarem banho, Nasa e Tsukasa vão a um banho público mantido por duas irmãs conhecidas de Nasa. |                                    |                   |              |                        |                        |
| 4 | "Promessa "Yakusoku" (約束)"       | Shunji Yoshida    | Hiroshi Sato | 24 de outubro de 2020  | 11 de dezembro de 2020 |
| Enquanto Tsukasa lida com o choque causado pelo que Nasa disse ao mandá-la voltar sozinha para casa, ela reencontra uma pessoa conhecida que pode abalar a vida dos recém-casados. |                                    |                   |              |                        |                        |
| 5 | "Alianças" "Yubiwa" (指輪)"        | Yusuke Onoda      | Gō Zappa     | 31 de outubro de 2020  | 18 de dezembro de 2020 |
| Nasa precisa ir trabalhar à tarde e percebe que Tsukasa fica com uma expressão vagamente triste, talvez por não poderem estar juntos até o período da noite. Para tentar aliviar essa saudade, Nasa decide que deve comprar um anel para que ambos se sintam sempre próximos um do outro. |                                    |                   |              |                        |                        |
| 6 | "Novidades" "Hōkoku" (報告)"       | Shigeru Fukase    | Kazuho Hyodo | 7 de novembro de 2020  | 25 de dezembro de 2020 |
| Nasa está convencido de que ele e Tsukasa precisam se mudar para um lugar maior, mas vai precisar de um fiador. Nasa então lembra que seus pais, os fiadores do seu apartamento atual, não sabem que ele está casado. Agora ele precisa dar essa notícia.                                 |                                    |                   |              |                        |                        |
| 7 | "Viagem" "Ryokō" (旅行)"           | Ando Daiei        | Hiroshi Sato | 14 de novembro de 2020 | 1 de janeiro de 2021   |
| Tsukasa e Nasa continuam a viagem de ônibus rumo à casa dos pais dele e aproveitam as paradas em áreas de serviço com suas surpresas alimentares. Mesmo sem ser convidada, Chitose acompanha de perto o casal, esperando por uma chance de fazê-los se separarem .                        |                                    |                   |              |                        |                        |
| 8 | "Pais" "Oyako" (親子)"             | Akira Mano        | Hiroshi Sato | 21 de novembro de 2020 | 08 de janeiro de 2021  |
| Após uma longa viagem, pelo menos para Nasa, o casal está bem próximo de fazer a visita aos pais de Nasa e formalizar o anúncio de que estão casados. Mas Nasa está mais preocupado com o que seus pais poderão dizer.                                                                    |                                    |                   |              |                        |                        |
| 9 | "Vida Diária" "Nichijō" (日常)"    | Akira Katō        | Kazuho Hyodo | 28 de novembro de 2020 | 15 de janeiro de 2021  |
| Após a viagem para apresentar sua esposa aos seus pais, Nasa se depara com uma perda enorme relativa ao seu apartamento. Nasa e Tsukasa vão morar provisoriamente em uma casa vazia no terreno da família de Kaname.                                                                      |                                    |                   |              |                        |                        |
| 10 | "Caminho para casa" "Ieji" (家路)" | Toshikatsu Tokoro | Kazuho Hyodo | 28 de novembro de 2020 | 22 de janeiro de 2021  |
| Nasa e Tsukasa agora moram temporariamente na casa de Kaname, agregando ainda mais experiências novas à vida do jovem casal. Tsukasa também se preocupa em arranjar um modo para agradecer a gentileza da família amiga do seu marido.                                                    |                                    |                   |              |                        |                        |
| 11 | "Amigos" "Yūjin" (友人)"           | Shunji Yoshida    | Yū Satō      | 28 de novembro de 2020 | 29 de janeiro de 2021  |
| Chitose não desistiu de procurar por Tsukasa e fazê-la voltar a morar na casa onde estava antes de se casar. Enquanto isso, Nasa e sua esposa decidem fazer uma festa de takoyaki em sua morada provisória, que deve ficar agitada com o aparecimento repentino de Chitose.               |                                    |                   |              |                        |                        |
| 12 | "Casal" "Fūfu" (夫婦)"             | Shigeru Fukase    | Kazuho Hyōdō | 28 de novembro de 2020 | 5 de fevereiro de 2021 |
| Após terminar um trabalho exaustivo, Nasa acaba ficando resfriado e Tsukasa fica de prontidão para cuidar de seu marido. Isso ajuda a reafirmar a preocupação que um sente pelo outro. Afinal, eles são um casal!                                                                         |                                    |                   |              |                        |                        |

## Recepção
O mangá tinha mais de 250.000 cópias em circulação em outubro de 2018, mais de 400.000 cópias em circulação em fevereiro de 2019, e mais de 1 milhão de cópias em circulação em outubro de 2019.
Em 2019, Tonikaku Kawaii foi um dos vencedores do 5º Prêmio Tsugi ni Kuru Manga na categoria Impressão.

### Mangá
- Site oficial do manga na Web Sunday - (em japonês)
- Tonikaku Kawaii (mangá) na enciclopédia do Anime News Network (em inglês)

## Anime
- Site oficial do anime - (em japonês)
- Tonikaku Kawaii (anime) na enciclopédia do Anime News Network (em inglês)

Streaming
- «TONIKAWA: Over The Moon For You». na Crunchyroll